# Sturgis (South Dakota)
Sturgis ist eine Kleinstadt und Verwaltungssitz von Meade County, South Dakota, USA. Das U.S. Census Bureau hat bei der Volkszählung 2020 eine Einwohnerzahl von 7020 ermittelt.
Sturgis ist bekannt für die jährliche Sturgis Motorcycle Rally, die mit etwa einer halben Million Besuchern eine der größten Motorradveranstaltungen der Welt ist. Benannt wurde die Stadt nach General Samuel D. Sturgis.

## Sehenswürdigkeiten
- Bear Butte State Park
- Fort Meade Cavalry Museum
- Sturgis Motorcycle Museum & Hall of Fame
- Black Hills National Cemetery
- South Dakota Centennial Trail
- Wonderland Cave
- Fort Meade Recreation Area and National Back Country Byway

## Söhne und Töchter
- Larry Rhoden (* 1959), (seit 2025 Gouverneur von South Dakota)